# Hripsime

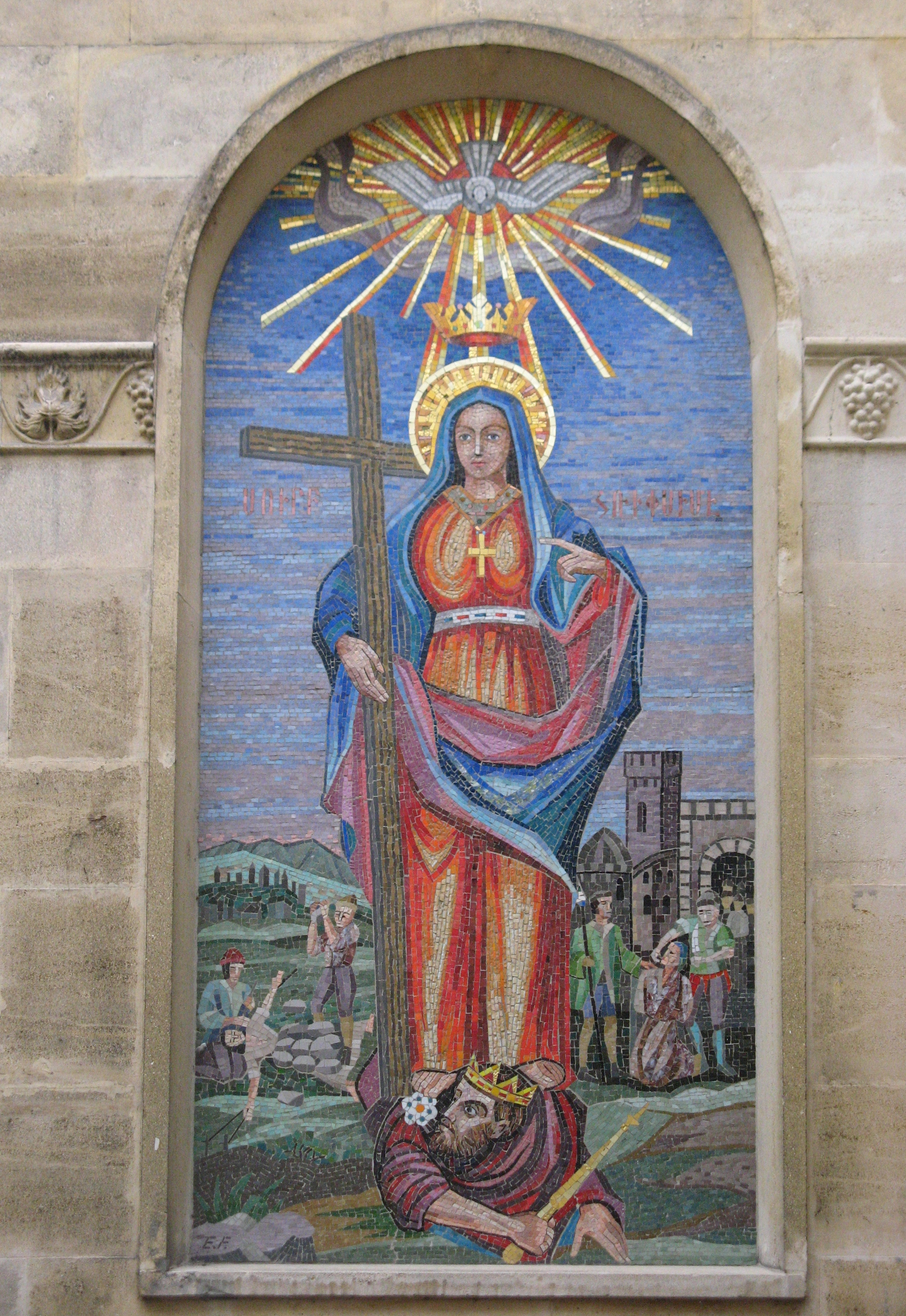
Die hl. Hripsime, Mosaik (Armenische Kirche Wien, zu ihren Füßen König Trdat)

Hripsime, auch Rhipsime, Rhipsima, armenisch Հռիփսիմէ (* (angeblich) in Rom; † um 300 in Wagharschapat, bekannter unter dem späteren Namen Etschmiadsin), ist eine geweihte Jungfrau und Märtyrerin, die vor allem in der armenisch-apostolischen Kirche als Heilige verehrt wird.

## Legende
Der Legende nach soll Hripsime die Enkelin oder Nichte von Protonike (Patronike), der Frau des römischen Kaisers Claudius, gewesen sein und damit dem  Kaiserhaus angehört haben. Sie soll weiter Nonne in einem römischen Frauenkloster gewesen sein, wo die heilige Gaiana ihre Erzieherin war. Wegen ihrer Schönheit hätte Kaiser Diokletian Hripsime nachgestellt, weswegen diese gemeinsam mit 70 weiteren Jungfrauen aus Rom geflohen sei. In Jerusalem erschien die Gottesmutter Maria den Jungfrauen und wies sie nach Edessa. Von dort aus zogen sie weiter nach Armenien, wo sie sich teilten. 37 Jungfrauen begleiteten Hripsime und Gaiane in die armenische Hauptstadt. Dort wird durch einen Brief Diokletians der armenische König Trdat III. auf Hripsime aufmerksam und will sie nun ebenfalls zur Frau. Doch diese will Nonne bleiben und stirbt den Märtyrertod durch Enthauptung. Durch die aufsehenerregende Standhaftigkeit der „Vielgeliebten Christi“ werden aber König und Volk von Armenien zum christlichen Glauben geführt.

## Verehrung

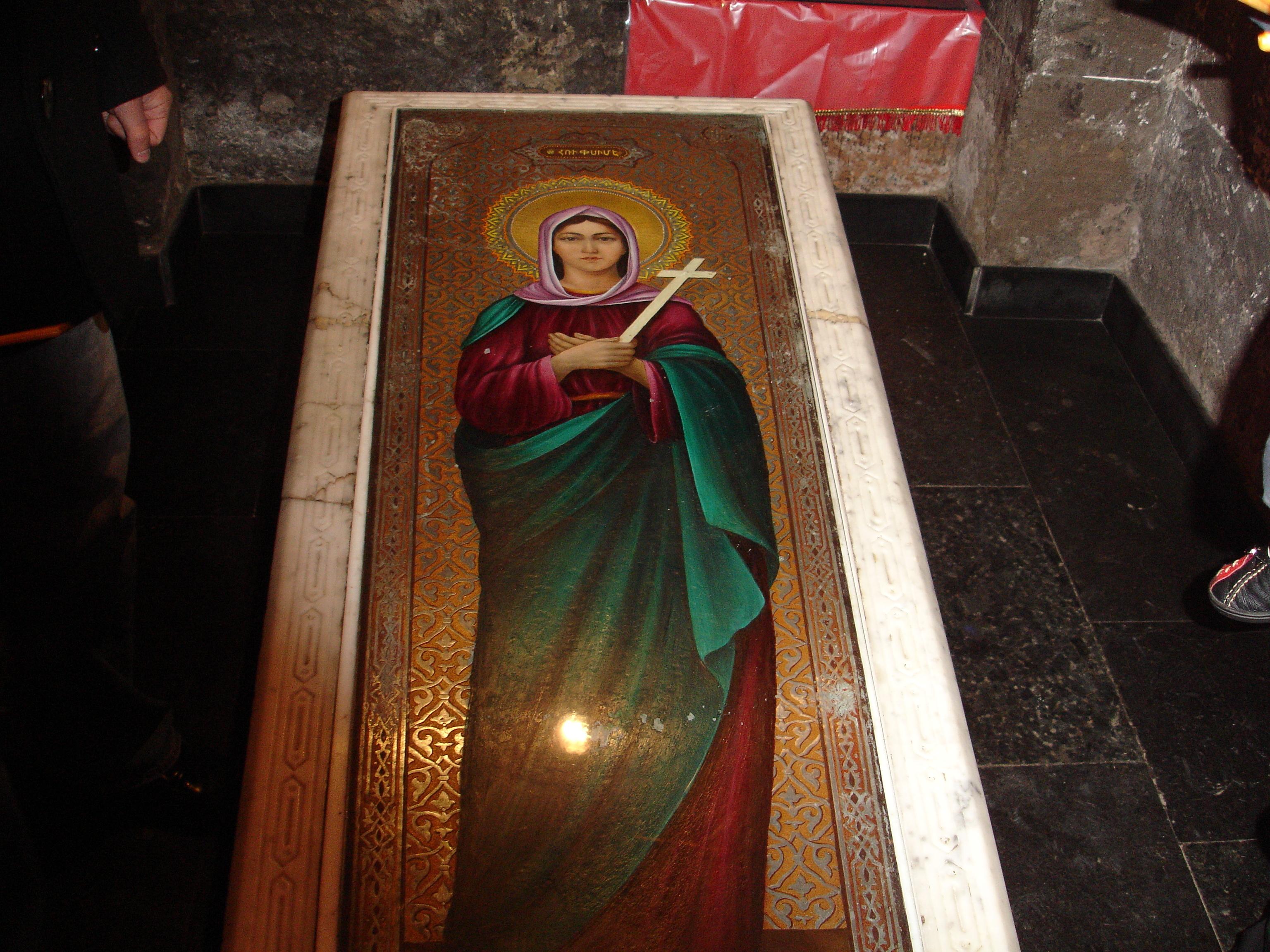
Grab Hripsimes in Etschmiadsin

Bereits Ende des 4. Jahrhunderts breitet sich ihre Verehrung in Etschmiadsin aus, Mitte des 5. Jahrhunderts wird ihr eine Kirche in Etschmiadsin errichtet. 618 entstand über der Grabstätte Hripsimes eine Kirche durch Katholikos Komitas, in der sich ihre Reliquien befinden. Zahlreiche weitere Kirchen wurden ihr in Armenien geweiht, wo sie eine der bekanntesten Heiligen wurde.
Der Gedenktag der hl. Hripsime und der der hl. Gaine in der katholischen Kirche ist der 29. September. In der orthodoxen und in der armenischen Kirche ist ihr Gedenktag der 30. September. Die Koptische Kirche gedenkt ihrer am 26. September, die Syrisch-Orthodoxe Kirche von Antiochien am 27. September.
Einige Hripsime geweihte Kirchen:
- Sankt-Hripsime-Kirche in Etschmiadsin
- Armenische Kirche Wien
- Kapelle im Kloster Goschawank
- Basilika von 1665 im Tal von Chndsoresk
- Basilika von 1705 im Dorf Tandzaver
- Armenische Sankt-Hripsime-Kirche in Qazvin[3]

## Darstellung

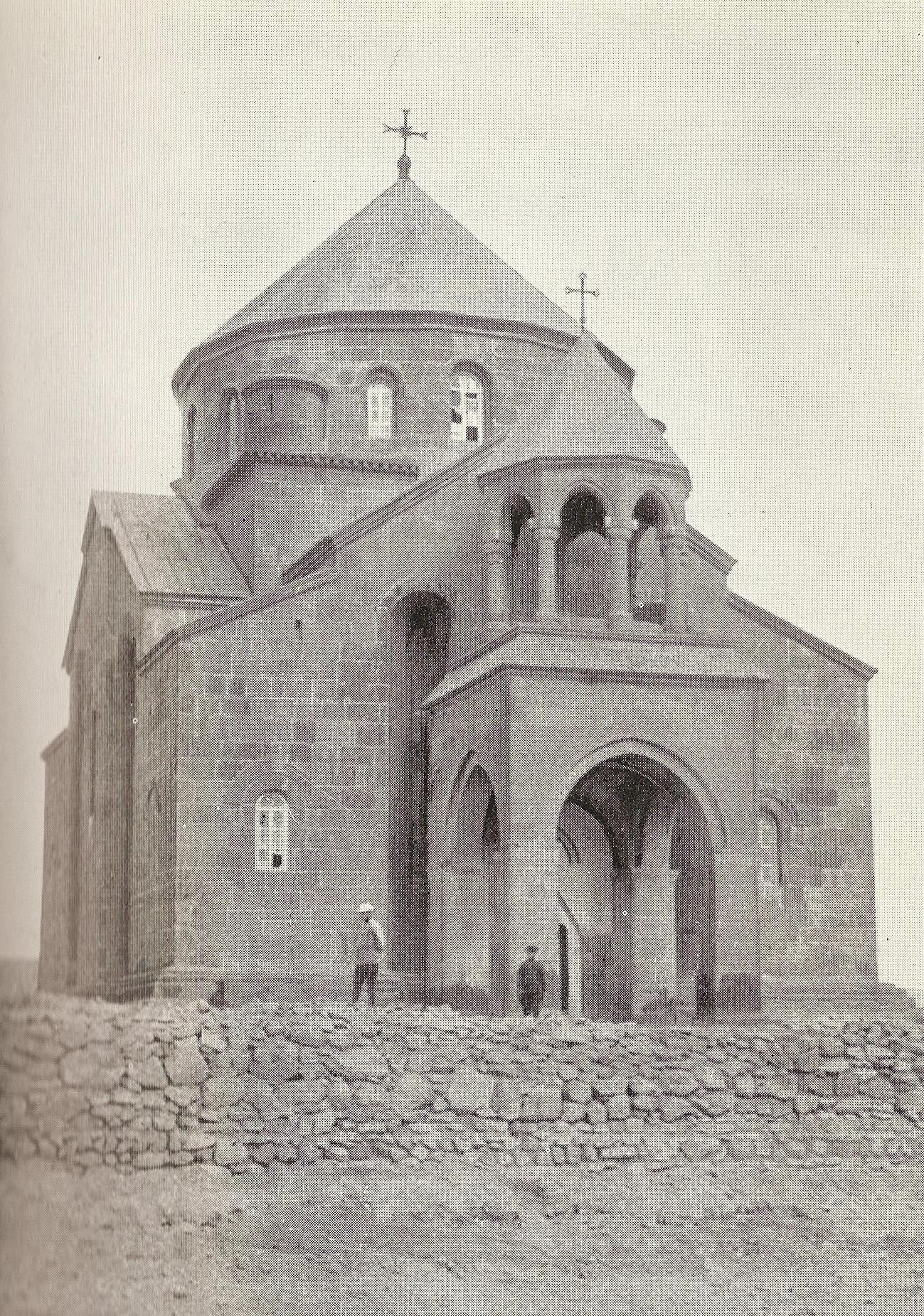
Grabkirche der hl. Hripsime, Etschmiadsin (Foto aus dem Jahr 1927)

Hripsime wird in Einzeldarstellungen vor allem in der armenischen Kirche dargestellt, wo sie meist als Jungfrau mit Buch und Kreuz  zu sehen ist. Daneben kommt auch die Darstellung des Martyriums von Hripsime und Gaiane vor.
Exemplarische Darstellungen in der Kunst sind:
- Miniatur mit Martyrium der Hripsime und Gaiana, Menologion Basilius II., Ende 10. Jahrhundert (Vatikan, Cod. vat. gr. 1613, fol. 75)
- Miniatur in einem armenischen Hymnal, 1651–1652 (Cambridge, Mass., Fogg Art Museum 37.19, fol. 255)
- Fresko an einem Pfeiler im Schamatun der Kirche von Varagavank
- Diakonion der Erlöserkirche an der Nerediza, Russland, um 1200